# Občanská válka v mandátní Palestině
Občanská válka v mandátní Palestině byl vojenský konflikt mezi arabskými a židovskými milicemi na území mandátní Palestiny. Konflikt vypukl poté, co v listopadu 1947 Valné shromáždění OSN schválilo plán OSN na rozdělení Palestiny. Na straně židovské komunity bojovaly polovojenské organizace Hagana, Irgun a Lechi, zatímco na straně arabské komunity polovojenská Armáda svaté války podpořená Arabskou osvobozeneckou armádou. Britové, kteří měli do května 1948 udržovat v mandátním území pořádek, v této době organizovali své stažení a do bojů zasahovali jen minimálně.
V konečné fázi občanské války (mezi dubnem a květnem 1948) židovské oddíly zahájily ofenzívu s názvem Plán Dalet. Během ofenzívy vojensky obsadily města, která měla podle plánu OSN patřit budoucímu židovskému státu a také tzv. Corpus separatum, speciální zónu Jeruzaléma. Tato ofenzíva byla začátkem vysídlení palestinských Arabů z těchto oblastí. Útěk palestinských Arabů byl dán několika příčinami včetně řady masakrů Arabů židovskými oddíly (například masakr v Dejr Jásínu z dubna 1948, při kterém bylo zabito přes sto Arabů).
Britské jednotky se z území mandátní Palestiny stáhly 14. května 1948. Téhož dne palestinští Židé vyhlásili nezávislý stát Izrael. Druhého dne na území Palestiny vjely armády okolních arabských států a začala první arabsko-izraelská válka. Ta skončila rozdělením území mezi Izrael, Jordánsko a Egypt.

## Historie

### Pozadí

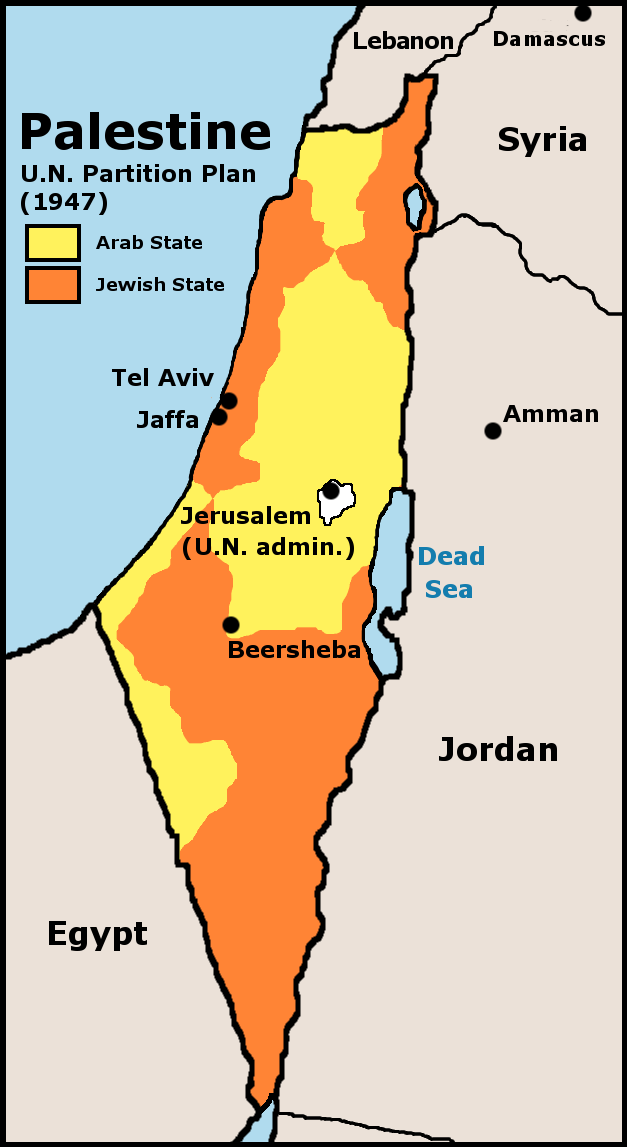
Plán OSN na rozdělení Palestiny (1947)

Region Palestiny byl od konce první světové války mandátním územím Společnosti národů dočasně přiděleným Spojenému království. Na území dominantně obývaném Araby v této době intenzivně proudily migrační vlny evropských Židů, které organizovalo sionistické hnutí. To na území mandátní Palestiny vedlo k vzmachu národnostních hnutí palestinských Arabů i palestinských Židů a k jejich postupné radikalizaci a konfliktům.
Neschopnost Britů konflikt národnostních hnutí vyřešit vedla v letech 1936 a 1939 k arabskému povstání a v letech 1944 až 1948 k židovské vzpouře. Britové se následně mandátu vzdali a předali řešení konfliktu Organizaci spojených národů. Ta v roce 1947 připravila plán rozdělení Palestiny.

### Průběh občanské války

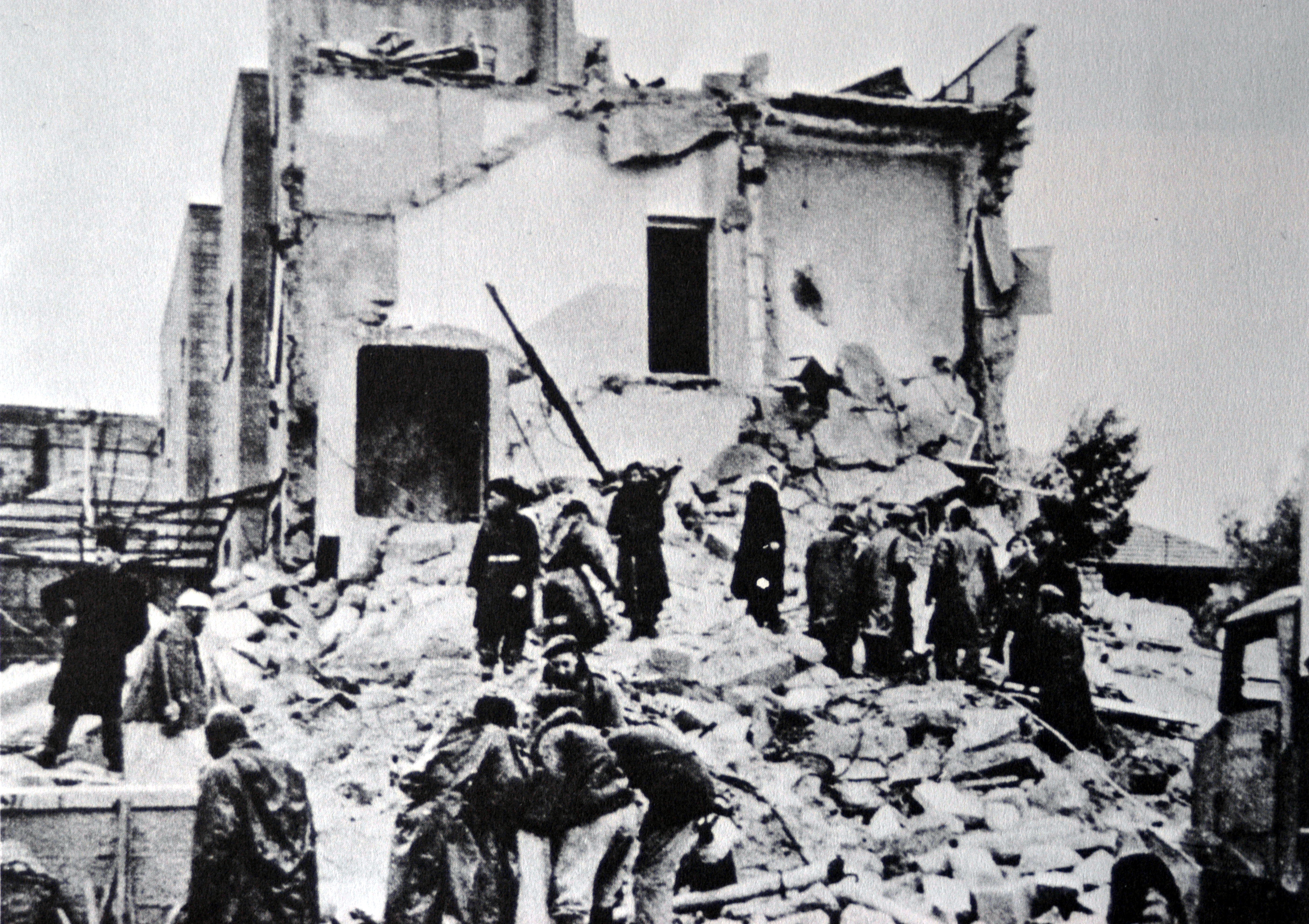
Důsledek bombového útoku na hotel spáchaného Haganou (leden 1948)

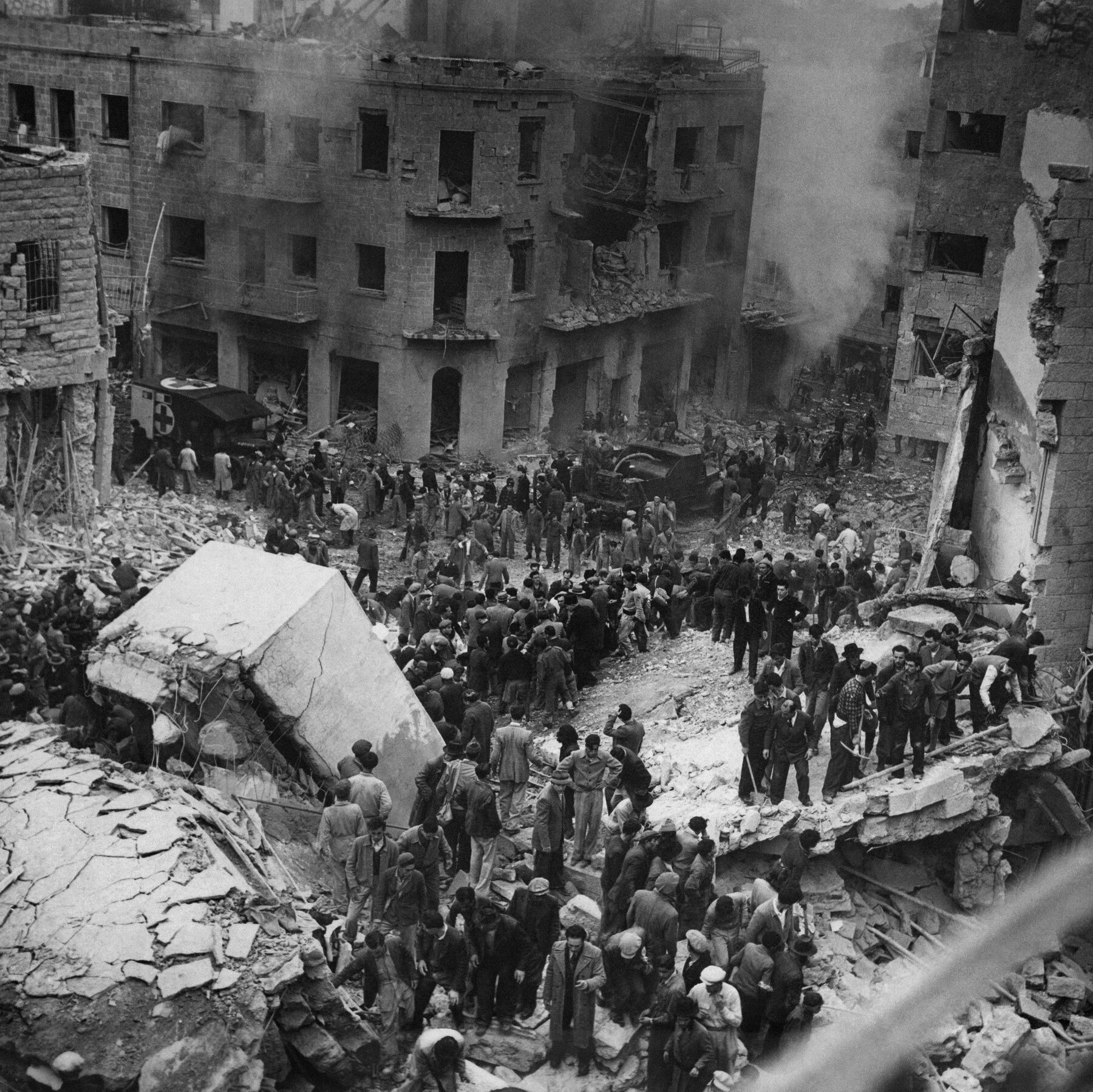
Důsledek bombového útoku v židovské čtvrti v Jeruzalémě spáchaného palestinskými Araby (únor 1948)

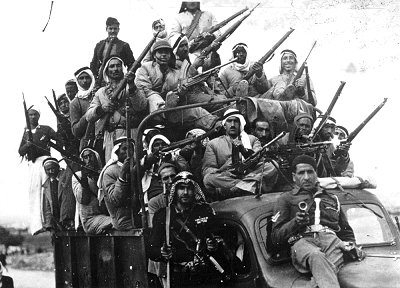
Arabští dobrovolníci v Palestině (1947)

Dne 29. listopadu 1947 Valné shromáždění OSN přijalo svou rezolucí plán rozdělení Palestiny. Palestinští Židé rozhodnutí vítali, zatímco palestinští Arabové protestovali. Jedním z důvodů byl příslib Britů uzákoněný MacDonaldovou bílou knihou v roce 1939, který říkal, že do roku 1949 vznikne palestinský stát s arabskou většinou a židovskou menšinou s rovnými právy. Dne 1. prosince Vysoký arabský výbor na protest vyhlásil třídenní generální stávku.
Současně po celé zemi vypukly nepokoje mezi komunitami. Vraždy, represálie a protirepresálie měly za následek desítky obětí zabitých na obou stranách. Britské jednotky niajk nezasáhly, aby zastavily eskalující násilí. Prvními oběťmi byli Židé cestující autobusem u vesnice Kfar Sirkin, který 30. listopadu přepadla skupina Arabů a pět cestujících zabila. Stejná skupina přepadla téhož dne další autobus u města Chadera a zabila dva židovské cestující. Mělo jít údajně o odvetu za útok členů Lechi na arabskou rodinu Šubákí a zabití pěti členů rodiny, ke kterému došlo 19. listopadu. Následně se odehrála celá řada útoků Arabů na Židy a Židů na Araby. Na konci roku 1947 například příslušníci Irgunu hodili dvě výbušniny do davu arabských dělníků čekajících před vchodem továrny v Haifě. Zabili při tom šest osob a čtyřicet zranili. Rozzuřený arabský dav následně v odvetě zlynčoval téměř čtyřicet židovských dělníků. O den později příslušníci Palmachu v odvetě provedli masakr ve vesnici Balad al-Šajch, při kterém zabili šedesát až sedmdesát obyvatel vesnice.
Den 31. prosince 1947 Abd al-Kádir al-Husajní a jeho milice započali blokádu židovských částí Jeruzaléma. Jišuv reagoval vysíláním konvojů s obrněnými vozi, které ale Arabové přepadávali a vozidla ničili. Zásobování se stávalo pro Židy velmi nákladné a tak s vysíláním konvojů přestali. Od ledna 1948 se konflikt militarizoval a různé přepady a atentáty byly postupně nahrazovány bitvami. V únoru 1948 stoupenci Amína al-Husajního s pomocí britských dezertérů, vykonali sérii bombových útoků, při nichž zemřely desítky Židů. Al-Husajního společník Hasan Saláma velel oddílům Armády svaté války kolem měst Lod a Ramla. Hasan Saláma se dříve podílel na arabském povstání v Palestině a následně ze země uprchl. Znovu se vrátil v říjnu 1944 v rámci výsadku Waffen-SS. Oba byli napojeni na Amína al-Husajního. Armáda svaté války držela blokádu Jeruzaléma až do dubna 1948, kdy byly jejich pozice proraženy a Abd al-Kádir al-Husajní padl v boji. V oblasti Jeruzaléma Hagana prováděla operaci Jevusi.

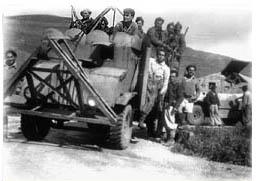
Židovský ozbrojený konvoj u Tel Avivu (1948)

Od dubna 1948 Hagana změnila taktiku a přešla do ofenzívy (viz operace Nachšon). Arabské jednotky v této době čítaly 10 000 osob, přičemž až polovina byli dobrovolníci. Židovské jednotky rychle verbovaly nové členy a v květnu již čítaly 30 000 osob. Židovské jednotky byly také lépe vybaveny a zásobovány. Židé ofenzívu zahájili na základě Plánu Dalet, který vypracoval Jiga'el Jadin. Jeho hlavním cílem bylo zajistit navazující územní propojení jišuv, zejména v reakci na válku na zásobovacích trasách vedenou al-Husajním a při přípravě na deklarovanou intervenci arabských států. V dubnu 1948 také Hagana zahájila tajnou operaci na poli biologické války. Hagana použila tyfovou bakterii ke kontaminaci studní s pitnou vodou, a to v rozporu s Ženevským protokolem z roku 1925. Cílem bylo zabránit návratu Palestinců do vesnic, které židovské oddíly dobyly, a jak se tato praxe rozšířila za hraniční linie Tel-Aviv-Jeruzalém, ztížit podmínky pro arabské milice či armády, které by mohly případně území znovu dobýt. Téhož měsíce došlo k masakru v Dejr Jásínu, který demoralizoval arabskou populaci i vojáky.
Židovské milice následně dobyly města Tiberias a Haifu a vyhnaly z nich Araby (operace Bi'ur Chamec). Poté byla dobyta Jaffa a okolí (operace Chamec), Bejt Še'an a Bejtše'anské údolí (operace Gid'on), Safed (operace Jiftach) a Akko (operace Ben Ami). Ze všech dobytých oblastí masivně utíkalo arabské obyvatelstvo. V těchto šesti městech zůstalo do konce května pouze 13 000 z celkových 177 000 arabských obyvatel.
Britské jednotky se z území mandátní Palestiny stáhly 14. května 1948. Téhož dne palestinští Židé vyhlásili nezávislý stát Izrael. Druhého dne na území Palestiny vjely armády okolních arabských států a začala první arabsko-izraelská válka.

### Zahraniční pomoc
V březnu 1948 Spojené státy americké revidovaly svůj postoj k plánu OSN na rozdělení Palestiny. Navrhly dočasné poručenství OSN nad Palestinou, než se situace uklidní a bude možné konflikt vyřešit. V téže době Spojené království diplomaticky podpořilo záměr Transjordánska anektovat arabskou část Palestiny. Zatímco Židé měli od svého vedení rozkázáno, aby všude bez výjimky držely pozice, Arabové se mnohem více obávali vývoje války. Na 100 000 Arabů ze zasažených měst (Haifa, Jaffa, Jeruzalém) uprchlo před válkou do zahraničí.
V důsledku finančních prostředků získaných Goldou Meirovou, které darovali sympatizanti ve Spojených státech, a Stalinova rozhodnutí podpořit sionistickou věc, byli židovští představitelé Palestiny schopni podepsat velmi důležité zbrojní smlouvy s východním blokem. Současně Hagana využila zásoby zanechané v zemi z druhé světové války, což pomohlo zlepšit vybavení a logistiku armády. Židovská agentura vyčlenila jen na zahraniční nákupy zbraní 28 milionů dolarů. Pro srovnání, celkový rozpočet Vysokého arabského výboru v této době činil 2,2 milionu dolarů, což odpovídá ročnímu rozpočtu Hagany v předválečné době.
Historik Benny Morris napsal, že Jišuv byl úspěšnější v získávání a efektivním nasazení zahraničních vojenských profesionálů než jejich arabští protivníci. Došel k závěru, že bývalí nacisté a bosenští muslimové naverbovaní Palestinci, Egypťany a Syřany „se ukázali jako málo významní“ pro výsledek konfliktu.
V souvislosti s embargem uvaleným na válku v Palestině a nedostatek zbraní ze strany jišuv sehrálo rozhodnutí sovětského vládce Josifa Stalina porušit embargo a podpořit jišuv zbraněmi (vyváženými z Československa – operace Chasida) významnou roli. Ovšem Sýrie, která ve válce podporovala Araby, také nakupovala zbraně z Československa, a to pro Arabskou osvobozeneckou armádu. K dodání zbraní ale nedošlo po zásahu Hagany.
Představitelé arabských států zprvu nechtěli být do konfliktu zavlečeni. Na summitu Ligy arabských států v říjnu 1947 v libanonském Aley vykreslil irácký generál Ismá'il Safvat realistický obraz situace. Zdůraznil faktickou lepší organizaci a větší finanční podporu židovského lidu ve srovnání s Palestinci. Doporučil okamžité rozmístění arabských armád na palestinských hranicích, odeslání zbraní a střeliva Palestincům a poskytnutí finanční pomoci ve výši milionu liber. Jeho návrhy byly zamítnuty, kromě návrhu na zaslání finanční podpory, na který se nereagovalo. Na summitu v Káhiře v prosinci 1947 se arabští vůdci pod tlakem veřejného mínění rozhodli vytvořit vojenské velení, které sjednotilo všechny hlavy všech hlavních arabských států v čele s generálem Safvatem. Stále ignorovali jeho výzvy k finanční a vojenské pomoci. Raději odložili jakékoli rozhodnutí až do doby vypršení britského mandátu, ale přesto se rozhodli vytvořit Arabskou osvobozeneckou armádu, která v následujících týdnech začala fungovat.